# Alchemilla delicatula
Alchemilla delicatula é uma espécie de rosácea do gênero Alchemilla, pertencente à família Rosaceae.